# Amine Gouiri
Amine Ferid Gouiri (Bourgoin-Jallieu, 2000. február 16. –) francia születésű algériai válogatott labdarúgó, az Olympique Marseille játékosa.

## Pályafutása

### Klubcsapatokban
Amine Gouiri a francia Bourgoin-Jallieu településen született, ifjúsági játékosként több klubot megjárt, majd 2013-ban lett a Lyon akadémiájának tagja. 2016. szeptember 10-én, 16 évesen mutatkozott be a tartalékegyüttesben, majd egy év múlva a francia élvonalban is pályára léphetett. Az Olympique Lyon Montpéllier elleni 0-0-s bajnokiján Tanguy Ndombelét váltotta a 73. percben.
2020. július 1-jén a Nice játékosa lett. A nizzai csapat hétmillió eurót fizetett érte a Lyonnak. 2022. szeptember 1-jén 2027. június 30-ig kötött ötéves szerződéssel csatlakozott Renneshez. 2025. január 31-én bónuszokkal együtt 22 millió euróért szerződtette az Olympique Marseille csapata.

### A válogatottban
A 2017-es U17-es labdarúgó-Európa-bajnokságon kilenc góljával gólkirályi címet nyert. Teljesítményét több nemzetközi sajtóorgánum is elismerte, az angol The Guardian a világ legtehetségesebb fiataljának nevezte. Az Indiában rendezett 2017-es U17-es labdarúgó-világbajnokságon öt gólt szerzett.
A 2018-as U19-es labdarúgó-Európa-bajnokságon a csoportkörben gólt lőtt Törökországnak és Angliának is.
2023. szeptember 5-én Djamel Belmadi bejelentette, hogy Gouiri sportállampolgárságának franciáról algériaira váltása "adminisztratív úton megoldott". Szeptember 26-án bejelentette, hogy továbbiakban Algéria színeit képviseli. December 29-én bekerült Djamel Belmadi szüvetségi kapitány 27 fős keretébe, akik részt vesznek a 2023-as afrikai nemzetek kupáján, de három nappal később egy sérülés miatt kikerült a keretből.

## Családja
Gouiri francia és algériai szülők gyermekeként született.

## Statisztika

### Klubcsapatokban
2025. március 16-án frissítve.
| Klub           | Szezon         | Bajnokság      | Bajnokság     | Bajnokság | Országos kupa | Országos kupa | Ligakupa      | Ligakupa | Nemzetközi kupa | Nemzetközi kupa | Egyéb         | Egyéb | Összesen      | Összesen |
| Klub           | Szezon         | Bajnokság      | Pályára lépés | Gól       | Pályára lépés | Gól           | Pályára lépés | Gól      | Pályára lépés   | Gól             | Pályára lépés | Gól   | Pályára lépés | Gól      |
| -------------- | -------------- | -------------- | ------------- | --------- | ------------- | ------------- | ------------- | -------- | --------------- | --------------- | ------------- | ----- | ------------- | -------- |
| Lyon           | 2017–18        | Ligue 1        | 7             | 0         | 1             | 0             | 1             | 0        | 1               | 0               | —             | —     | 10            | 0        |
| Lyon           | 2018–19        | Ligue 1        | 0             | 0         | 0             | 0             | 0             | 0        | 0               | 0               | —             | —     | 0             | 0        |
| Lyon           | 2019–20        | Ligue 1        | 1             | 0         | 2             | 0             | 1             | 0        | 1               | 0               | —             | —     | 5             | 0        |
| Lyon           | Összesen       | Összesen       | 8             | 0         | 3             | 0             | 2             | 0        | 2               | 0               | 0             | 0     | 15            | 0        |
| Nice           | 2020–21        | Ligue 1        | 34            | 12        | 2             | 0             | —             | —        | 5               | 4               | —             | —     | 41            | 16       |
| Nice           | 2021–22        | Ligue 1        | 38            | 10        | 5             | 2             | —             | —        | —               | —               | —             | —     | 43            | 12       |
| Nice           | 2022–23        | Ligue 1        | 3             | 0         | 0             | 0             | —             | —        | 2               | 0               | —             | —     | 5             | 0        |
| Nice           | Összesen       | Összesen       | 75            | 22        | 7             | 2             | 0             | 0        | 7               | 4               | 0             | 0     | 89            | 28       |
| Rennes         | 2022–23        | Ligue 1        | 33            | 15        | 2             | 0             | —             | —        | 7               | 2               | —             | —     | 42            | 17       |
| Rennes         | 2023–24        | Ligue 1        | 31            | 7         | 3             | 2             | —             | —        | 7               | 2               | —             | —     | 41            | 11       |
| Rennes         | 2024–25        | Ligue 1        | 19            | 3         | 1             | 0             | —             | —        | —               | —               | —             | —     | 20            | 3        |
| Rennes         | Összesen       | Összesen       | 83            | 25        | 6             | 2             | 0             | 0        | 14              | 4               | 0             | 0     | 103           | 31       |
| Marseille      | 2024–25        | Ligue 1        | 7             | 4         | —             | —             | —             | —        | —               | —               | —             | —     | 7             | 4        |
| Marseille      | Összesen       | Összesen       | 7             | 4         | 0             | 0             | 0             | 0        | 0               | 0               | 0             | 0     | 7             | 4        |
| Karrier összes | Karrier összes | Karrier összes | 173           | 51        | 16            | 4             | 2             | 0        | 23              | 8               | 0             | 0     | 214           | 63       |

## Sikerei, díjai

### Egyéni elismerés
- A 2017-es U17-es labdarúgó-Európa-bajnokság gólkirálya: 2017[19]
- 2017-es U17-es labdarúgó-Európa-bajnokság: All Star-csapat[20]
- UNFP Ligue 1 – Hónap Játékosa: 2025 február[21]